# Hebenstretia dentata
Hebenstretia dentata är en flenörtsväxtart som beskrevs av Carl von Linné. Hebenstretia dentata ingår i släktet gatörter, och familjen flenörtsväxter. Inga underarter finns listade i Catalogue of Life.

## Bildgalleri

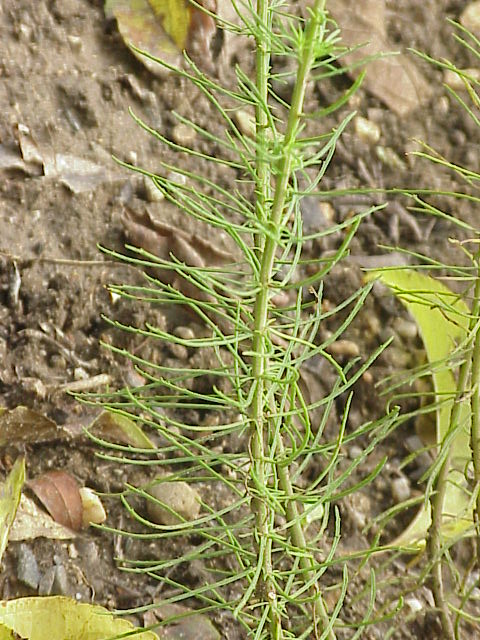
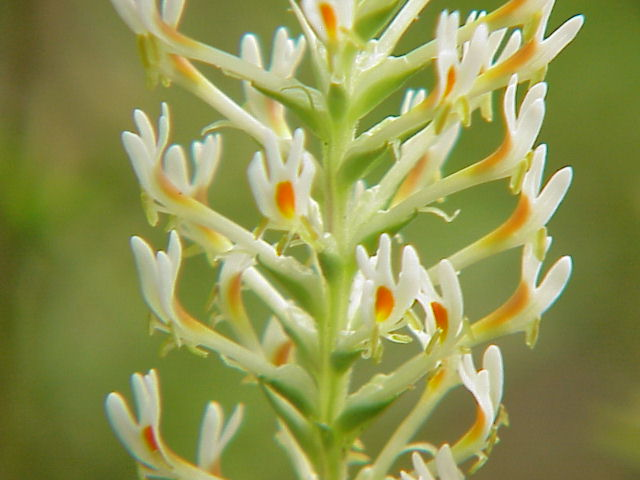
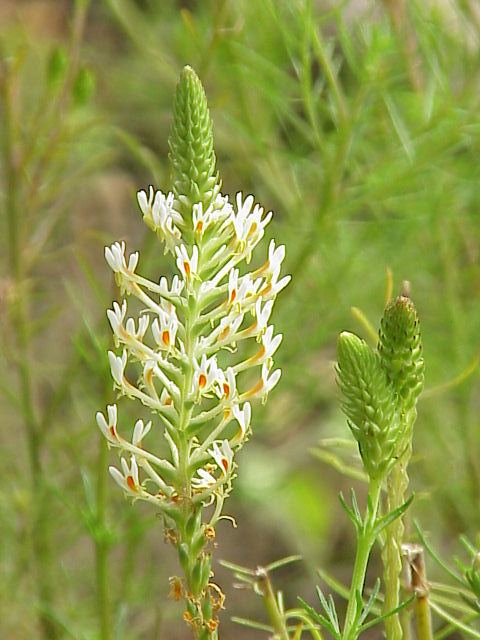
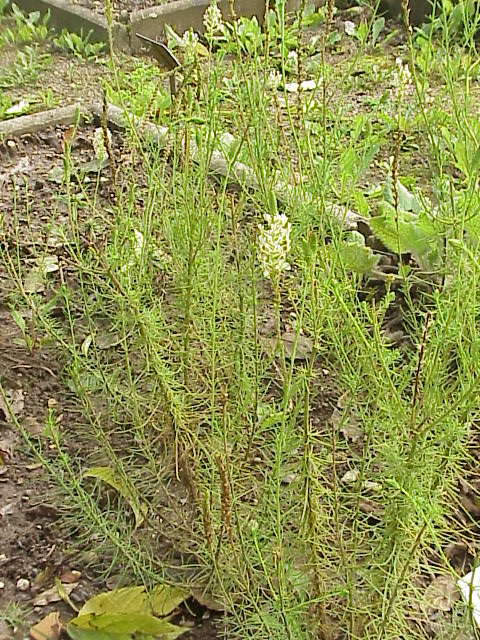